# Uruguays flagga
Uruguays flagga (spanska: Pabellón Nacional) är en av de tre officiella flaggorna av Uruguay, tillsammans med Artigas flagga och Treinta y Tres flagga. Det är ett av få länder som har fler än en officiell flagga. Flaggan har ett fält i proportionen 2:3 med nio horisontella ränder, alternerande i vitt (fem ränder) och blått (fyra ränder). Kanton är vit med Majsolen (Sol de Mayo) i mitten. Majsolen är guldfärgad och har ett ansikte, med 16 strålar; 8 raka och 8 vågiga alternerande strålar. Den andra varianten av flaggan lagstadgades 16 december 1828, och hade då 17 (nio vita och åtta blå) ränder. Den 11 juli 1830 reducerade en ny lag antalet ränder till dagens antal av nio stycken (tredje varianten). Flaggan var designad av Joaquín Suárez.

## Symbolik och design
De horisontella ränderna representerar de ursprungliga nio departementen i landet. Man baserade designen på USA:s flagga som hade horisontella ränder som representerade de tretton kolonierna. Río de la Platas förenade provinsers flagga stod som grund för valet av färger, samt användandet av Majsolen som är en symbol för Majrevolutionen. Den spanske författaren Diego Abad de Santillán skriver i sin encyklopedi i tre volymer, Historia Argentina, att solen representerar Inti, Inkarikets solgud.

### Vexillologi
Flaggans proportion är 2:3. Kanton är kvadratisk och rändernas vertikala längd skall vara 1/5 av kantons längd. Ränderna skall alternera mellan vitt och blått. Majsolen är centrerad i kanton och dess diameter räknat från solstrålarnas yttersta punkter skall vara 11/15 av kantons längd. Solens 16 strålar skall alternera mellan rakt och vågigt, med fyra av de raka strålarna placerade i de fyra väderstrecken likt en kompassros (0°, 45°, 90°, 135°, 180°, 225°, 270° och 315°).
| Färg  | RGB         | Hexadecimal | CMYK        |
| ----- | ----------- | ----------- | ----------- |
| Gult  | 252-209-22  | #fcd116ff   | 0-17-91-1   |
| Brunt | 123-63-0    | #7b3f00ff   | 0-49-100-52 |
| Blått | 0-56-168    | #0038a8ff   | 100-67-0-34 |
| Vitt  | 255-255-255 | #ffffff     | 0-0-0-0     |

## Historik
Vitt och blått användes av den sydamerikanske frihetskämpen José Artigas under 1800-talet. Hans flagga hade tre horisontella fält i färgerna blått, vitt, blått, samt en röd diagonal.

Första flaggan i bruk (1825-1828)
Andra flaggan i bruk (1828-1830)

## Departementens flaggor
17 av Uruguays 19 departement har en egen flagga. 

Artigas
Canelones
Cerro Largo
Colonia
Durazno
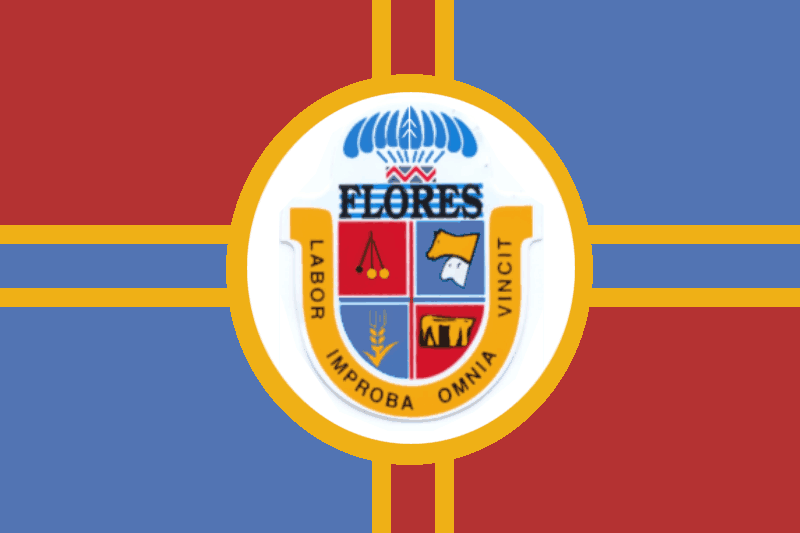
Flores
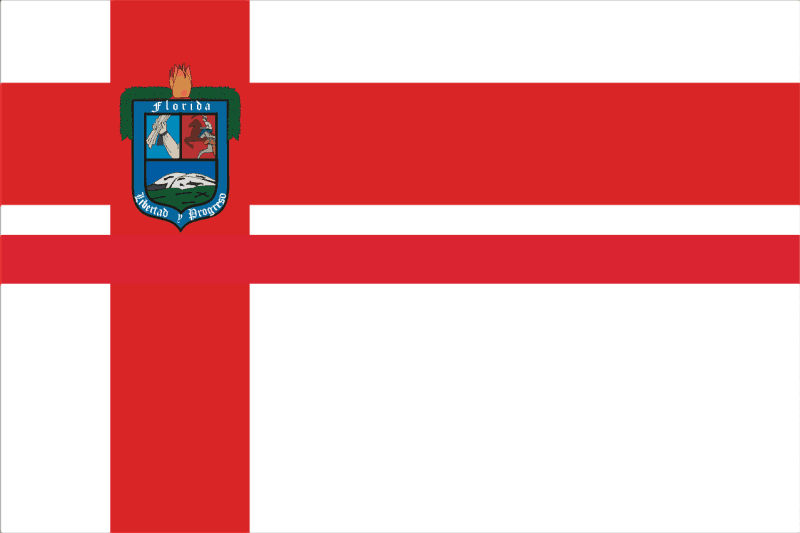
Florida
Lavalleja
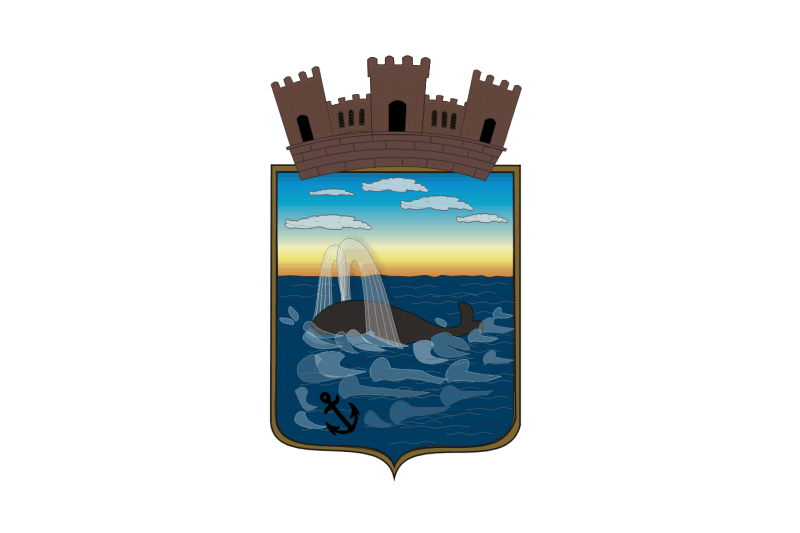
Maldonado
Paysandú
Río Negro
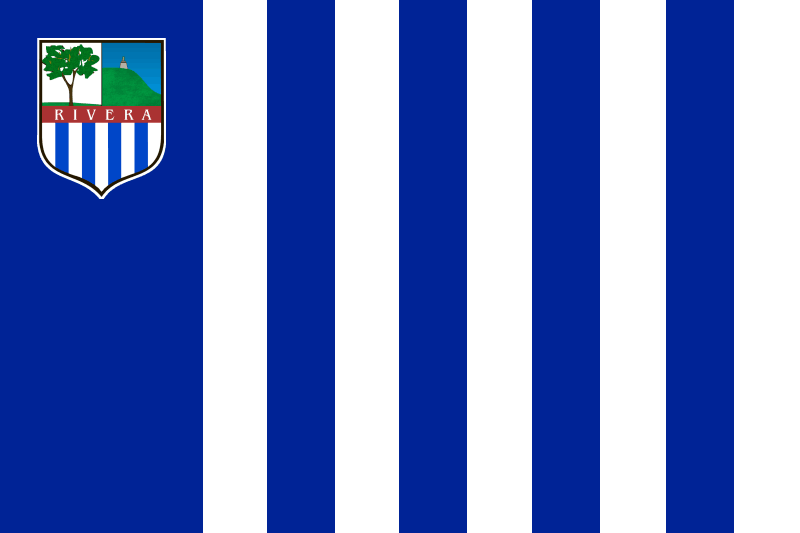
Rivera
Rocha
Salto
San José
Soriano
Treinta y Tres

Departementen Montevideo och Tacuarembó saknar flaggor.